# Манні крупи

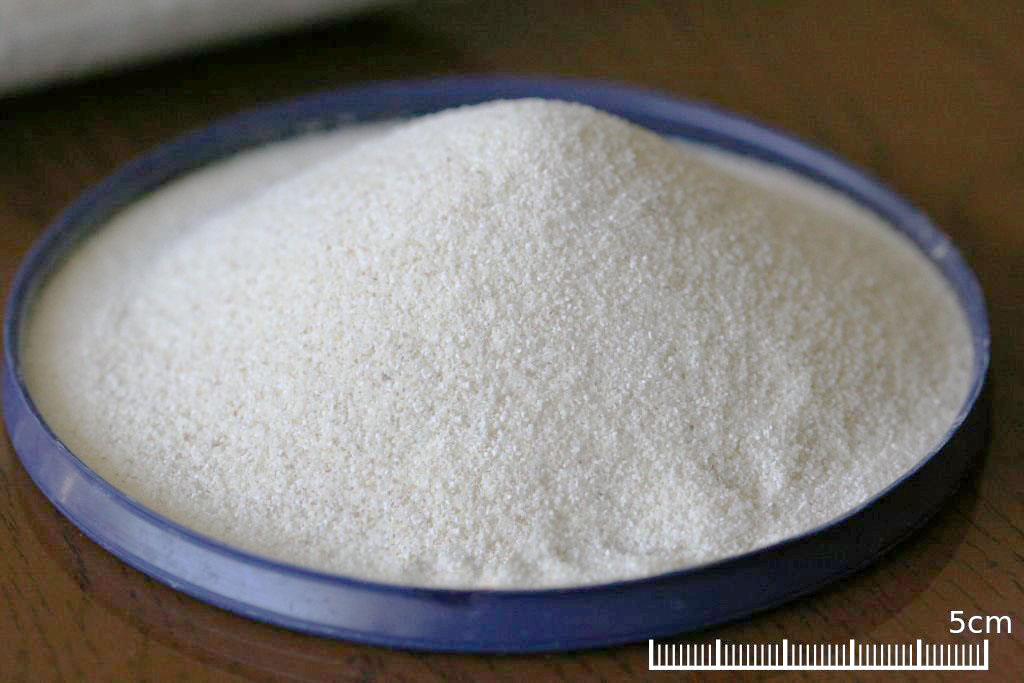
Манна крупа

Манні крупи́ (род. відм. крупі́в, рідше круп) або манна крупа́ (в просторіччі — манка) — пшеничні крупи дрібного помелу з середнім діаметром часток від 0,25 до 0,75 мм. Виробляються з твердої пшениці (марка «Т»), м'якої пшениці (марка «М») або їх суміші (марка «МТ)». Їх використовують для перших страв як засипку або у формі манних галушок; для других страв — у вигляді каш, оладок, запіканок, биточків, котлет; для солодких страв — у вигляді пудингів, солодкої манної каші, суфле тощо, а також для добавки в м'ясний фарш та як паніровку.
Для молочних рідких і в'язких каш, оладок, котлет і запіканок найпридатніші крупи марки «М». Для солодких страв, засипки супів і фаршів краще використовувати крупи марки «Т».

## Харчова цінність та хімічний склад на 100 гр. продукту[4][5]

### Харчова цінність
- Калорійність — 333 кКал
- Білки — 10,3 г
- Жири — 1 г
- Вуглеводи — 70,6 г
- Харчові волокна — 3,6 г
- Вода 14 г
- Моно- і дисахариди — 1,6 г
- Крохмаль — 68,5 г
- Зола — 0,5 г
- Насичені жирні кислоти — 0,2 г

### Вітаміни
- E — 2,55 мг
- PP (B3) — нікотинамід — 1,2 мг
- PP (B3) — ніациновий еквівалент — 3 мг
- B1 (тіамін) — 0,14 мг
- B2 (рибофлавін) — 0,04 мг
- B6 (піридоксин) — 0,17 мг
- B9 (фолиєва кислота) — 23 мкг

### Макроелементи
- Кальцій — 20 мг
- Магній — 18 мг
- Калій — 130 мг
- Фосфор- 85 мг
- Хлор — 21 мг
- Сірка — 75 мг

### Мікроелементи
- Залізо — 1 мг
- Цинк — 0,59 мг
- Мідь — 70 мкг
- Марганець — 0,44 мг
- Хром — 1 мкг
- Фтор — 20 мкг
- Молібден — 11,3 мкг
- Бор — 63 мкг
- Ванадій — 103 мкг
- Кремній — 6 мг
- Кобальт — 25 мкг
- Алюміній — 570 мкг
- Нікель — 11,5 мкг
- Олово — 3,2 мкг
- Титан — 8,9 мкг

Енергетична цінність манної крупи — 333 кКал.

## Користь чи шкода?

### Клейковина
Манні крупи, як і крупи практично всіх злаків (крім рису, кукурудзи, гречки), містять велику кількість клейковини (глютену).
Клейковину в різних злаках в основному утворюють білки гліадин (в пшениці та жита), авенін (у вівсі) і гордеїн (в  ячмені).
Крім того, гліадин може міститися і в пиві.
Деякі люди (до 15 %)  мають підвищену чутливість до глютену, що виявляється в болях у зв'язках, проблемами з шлунково-кишковим трактом, екземі, діареї, анемії. Симптоми, викликані надмірним вживанням гліадину, повністю зникають протягом 2-3 тижнів при дотриманні агліадінової дієти, тобто виключення з раціону харчування манної каші та інших гліадин-вмісних продуктів.
У рідкісних випадках білки глютену можуть викликати гостру алергічну реакцію у дітей (алергія на пшеницю), або навіть провокувати прояви целіакії (~ 0,03 %) — захворювання, що має генетичне (спадкове) походження. Алергія на пшеницю, як правило, проходить з віком, целіакія ж вимагає дотримання агліадінової дієти протягом всього життя.

### Фітин
Крім глютену, манні і вівсяні крупи містять велику кількість фітину. Вважається, що фітин порушує засвоєння кальцію, заліза, магнію і цинку, які надзвичайно важливі для динамічного дитячого організму. Ця ж властивість фітину пояснює його позитивний вплив на здоров'я людей похилого віку: він допомагає уникнути гіпермінералізації кров'яних тілець, зв'язок і інших частин тіла, а також може попереджати рак товстої кишки, знижуючи окисний стрес в кишковому тракті.
Дослідження  показують, що немає впливу дефітинізаціі на поглинання заліза організмом дітей.